# Gran Premi Cristal Energie
El Gran Premi Cristal Energie (en francès Grand Prix Cristal Energie) és una cursa ciclista francesa d'un sol dia que es disputa entre Montmorillon, al Departament de Viena, i Chaillac, al Departament de l'Indre. La primera edició es disputà el 1984 i pertany al calendari nacional francès. De 2006 a 2009 va formar part de l'UCI Europa Tour.

## Palmarès
| Any  | Vencedor             | Segon                | Tercer                |
| ---- | -------------------- | -------------------- | --------------------- |
| 1984 | Franck Boucanville   | Pascal Audoux        | Jean-Luc Bacle        |
| 1985 | No disputat          | No disputat          | No disputat           |
| 1986 | Jean-Marie Lemoine   | Patrick Friou        | Philippe Pitrou       |
| 1987 | Nicolas Dubois       | Claude Carlin        | Bruno Bonnet          |
| 1988 | Patrick Friou        | Serge Bodin          | Thierry Barrault      |
| 1989 | Thierry Barrault     | Claude Carlin        | Philippe Delaurier    |
| 1990 | Félix Urbain         | Pierrick Gillereau   | Laurent Eudeline      |
| 1991 | Czeslaw Rajch        | Sylvain Bolay        | Stéphane Boury        |
| 1992 | Jean-Pierre Bourgeot | Czeslaw Rajch        | Nicolas Jalabert      |
| 1993 | Walter Bénéteau      | Nicolas Jalabert     | Ludovic Auger         |
| 1994 | Jacek Bodyk          | David Marie          | Dariusz Wojciechowski |
| 1995 | Jeremy Hunt          | Gérard Lievin        | Jérôme Gannat         |
| 1996 | Vincent Cali         | Piotr Wadecki        | Christopher Jenner    |
| 1997 | Grzegorz Gwiazdowski | Fabrice Parent       | Olivier Perraudeau    |
| 1998 | Franck Renier        | Laurent Paumier      | Serge Barbabra        |
| 1999 | Éric Drubay          | Gérald Marot         | Carlo Meneghetti      |
| 2000 | Ludovic Vanhee       | Alexandre Grux       | Frédéric Lecrosnier   |
| 2001 | Tomasz Kaszuba       | Stéphan Ravaleu      | Yuriy Metlushenko     |
| 2002 | Samuel Plouhinec     | Jacek Morajko        | Freddy Ravaleu        |
| 2003 | Samuel Plouhinec     | Mika Hietanen        | Tony Cavet            |
| 2004 | Benoît Luminet       | Maxime Méderel       | Jérôme Bouchet        |
| 2005 | No disputat          | No disputat          | No disputat           |
| 2006 | Carles Torrent       | Mathieu Drujon       | René Jørgensen        |
| 2007 | Florian Morizot      | Jonas Aaen Jørgensen | Médéric Clain         |
| 2008 | Dan Craven           | Guillaume Bonnafond  | Jarosław Marycz       |
| 2009 | Martin Pedersen      | Robert Retschke      | Troels Vinther        |
| 2010 | Lilian Jégou         | Herberts Pudāns      | Thomas Girard         |
| 2011 | Renaud Pioline       | Arnaud Démare        | Bryan Nauleau         |
| 2012 | Bryan Coquard        | Warren Barguil       | Stéphane Rossetto     |
| 2013 | Benoît Daeninck      | Thomas Girard        | Maxime Renault        |
| 2014 | Yann Guyot           | Julien Duval         | Kévin Lalouette       |
| 2015 | Thomas Rostollan     | Alexandre Delétang   | Fabien Grellier       |